# 30. словеначка дивизија НОВЈ
Тридесета словеначка (горичка) дивизија НОВЈ формирана је 6. октобра 1943. године наређењем Оперативног штаба за западну Словенију. Наређењем Главног штаба Словеније од 17. октобра 1943. преименована је у 27. горичку дивизију, 22. децембра 1943. (кад је ушла у састав Деветог корпуса) у 32. горичку, а од краја јануара 1944. коначно у Тридесету. При формирању у њен састав ушле су „Горичка“, „Симон Грегорчич“ и Прва сочка бригада; наређењем Оперативног штаба за западну Словенију од 17. октобра 1943, у њен састав ушла је још Друга сочка бригада, а 21. октобра и новоформирана Трећа сочка бригада. Ускоро су из њеног састава изашле Горичка бригада и бригада „Симон Грегорчич“, а преостале три сочке бригаде преименоване су у Седамнаесту (децембра 1943. добила и назив „Симон Грегорчич“), Осамнаесту (од фебруара 1944. „Базовичка“) и 20. словеначку бригаду (која је 27. новембра 1943. расформирана, а њеним људством попуњена 18. бригада). Од 3. новембра 1943. у Горичку дивизију ушла је и Деветнаеста бригада „Сречко Косовел“.

## Борбени пут дивизије
Дивизија је дејствовала на северном Посочју (Кобарид—Бовец), Брдима, Бенешкој Словенији и Резији (итал. Resia). У другој половини новембра водила је борбе у Бенешкој Словенији и горњем Посочју, у првој половини децембра рушила је комуникације у Башкој грапи и долини Соче, а 18. децембра порушила је рудник Каве дел Предил (итал. Cave del Predil, словен. Rabelj). У другој половини јануара 1944. водила је борбе с немачким јединицама које су продрле на Бањшку планоту и на подручје Трновског гозда, а у фебруару продрла у Бенешку Словенију, одакле се после двадесетодневних борби с немачким снагама вратила на подручје планине Крн и Шентвишке висоравни. Средином марта, дејствовала је око Хотедршице, априла око Идрије и на Церкљанском, маја напала немачки саобраћај између Раздртог и Сеножеча, и између Ајдовшчине и Горице. Ноћу 26/27. маја јединице дивизије ликвидирале домобранска упоришта Дорнберк, Табор, Првачину и Волчју Драгу, а 5. јуна немачко-домобранско упориште Раздрто. У оквиру опште офанзиве НОВ Словеније, 30. дивизија се посебно истакла рушењу мостова код Авча и Канала, на прузи Подбрдо—Горица 14—16. јуна, и на уништењу железничке пруге, упоришта и бункера у Башкој грапи 29. јуна–3. јула. После успешног напада на домобранско упориште Хотавље (Горењска), ноћу 18/19. јула дивизија је до средине августа водила тешке борбе с јачим немачким и квислиншким деловима у рејону Церкна, Идрије, Чепована и Трнова. У другој половини августа дејствовала је по комуникацијама у Випавској долини, 1. септембра учествовала је у саставу Деветог корпуса у ликвидацији Чрног Врха, и затим дејствовала на Красу и у Випавској долини. Нарочито тешке борбе водила је око Штањела од 7. до 10. септембра. Делом снага, дивизија је 15–17. септембра по¬новно напала упоришта дуж железничке пруге у Башкој грапи, док је њена 17. бригада од 10. августа до новембра 1944. самостално дејствовала у северном Посочју и Бенешкој Словенији. До краја 1944. Немци су предузели неколико напада на слободну територију Словеначког приморја ради заштите својих комуникација. Дивизија је с тим снагама водила борбе током октобра око Предмеје, Отлице, Цола и Чрног Врха, новембра око Трнова, децембра на подручја Трновске висоравни и у Чепованској долини. У јануару 1945, дивизија је поновно водила одбрамбене борбе на линији Гргар—Трново—Отлица, а у противнападу 18-21. јануара уништила је италијански фашистички батаљон „Фулмине“ у Трнову. Борбе против Немаца и квислинга на подручју Трновског гозда продужене су у фебруару и марту. У последњој немачкој офанзиви у Словеначком приморју, од 19. марта до 3. априла, дивизија је претрпела тешке губитке. За то време водила је нарочито тешке борбе у рејону Церкна, на Козјој стени, код Војског и Мрзле Рупе, Горње Требуше, Шентвишке Горе и других места. У завршним операцијама за ослобођење Југославије, 30. дивизија је у саставу Деветог корпуса са линије Гргар—Трново—Отлица—Цол прешла у напад на непријатеља, заузела 25. априла Предмеју и Оуицу, пребацила се 28. априла на Крас, сутрадан заузела Репентабор и Дутовље, продрла ноћу 29/30. априла у Опћину (итал. Villa Opcina, слов. Опчине) и заједно с јединицама Четврте армије ЈА учествовала у ослобођењу Трста, Монфалконеа (итал. Monfalcone, Тржич), Удина (Видем) и Горице.